# Avon-la-Pèze
Avon-la-Pèze ist eine französische Gemeinde mit 209 Einwohnern (Stand: 1. Januar 2022) im Département Aube in der Region Grand Est. Sie gehört zum Kanton Saint-Lyé und zum Arrondissement Nogent-sur-Seine. 
Sie ist umgeben von folgenden Nachbargemeinden:
| Fay-lès-Marcilly | Rigny-la-Nonneuse                           | Marigny-le-Châtel |
| Charmoy          | Kompassrose, die auf Nachbargemeinden zeigt |                   |
| Bourdenay        | Marcilly-le-Hayer                           | Saint-Lupien      |

## Bevölkerungsentwicklung
| Jahr      | 1962 | 1968 | 1975 | 1982 | 1990 | 1999 | 2008 | 2016 |
| --------- | ---- | ---- | ---- | ---- | ---- | ---- | ---- | ---- |
| Einwohner | 157  | 135  | 108  | 115  | 114  | 118  | 171  | 196  |

## Sehenswürdigkeiten
- Kriegerdenkmal
- Kirche Saint-Pierre-ès-Liens